# Alois Hitler
Alois Hitler, nato Aloys Schicklgruber (Strones, 7 giugno 1837 – Linz, 3 gennaio 1903), è stato un ufficiale della dogana austriaco e padre di Adolf Hitler.

## Biografia
Alois Hitler nacque nel piccolo villaggio di Strones nel Waldviertel, una regione collinare e boscosa nella Bassa Austria nord-occidentale, appena a nord di Vienna, da una contadina non sposata di 42 anni, Maria Anna Schicklgruber. Il giorno della nascita, dopo che fu battezzato nel vicino villaggio di Döllersheim, il prete sul certificato lasciò bianco lo spazio riservato al cognome paterno e annotò illegittimo. La madre allevò il figlio a Strones nella casa dell'anziano padre Johannes Schicklgruber.

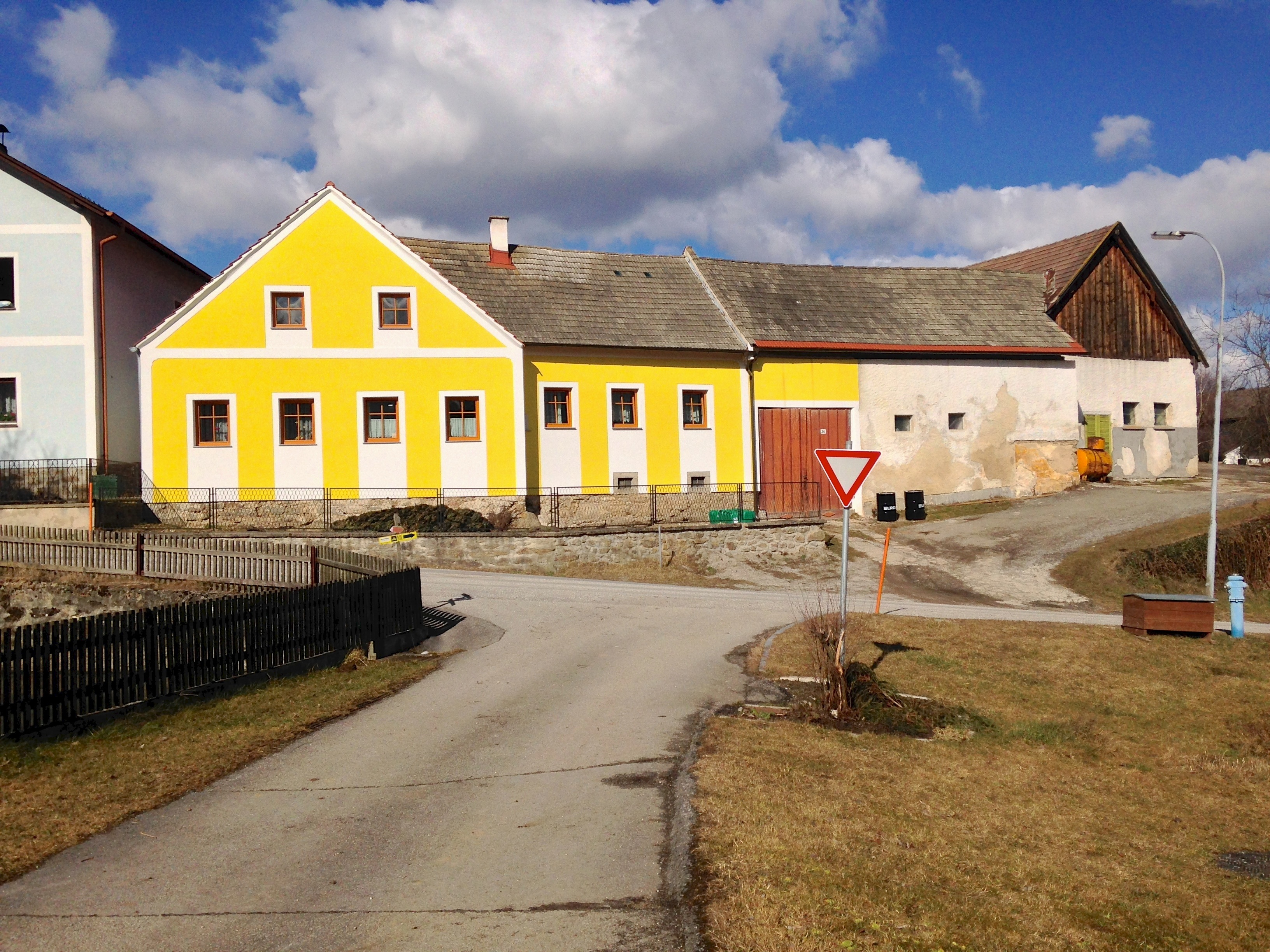
La casa di Johann Nepomuk Hiedler (1807-1888) a Spital in Bassa Austria dove visse dal 1847 al 1850 prima di trasferirsi a Vienna.

Qualche tempo dopo, Johann Georg Hiedler traslocò presso gli Schicklgruber e sposò Maria quando il bambino aveva 5 anni. All'età di 10 anni, alla morte sia della madre che del nonno Alois, fu mandato a vivere presso il fratello di Hiedler, Johann Nepomuk Hiedler, proprietario di una fattoria nel vicino villaggio di Spital. Qui frequentò la scuola elementare e imparò il mestiere di ciabattino. Quando all'età di 13 anni lasciò la fattoria di Spital, si trasferì a Vienna, dove lavorò come apprendista ciabattino per i cinque anni successivi. In risposta ad una campagna di reclutamento del governo austriaco, volta all'assunzione di personale per servizio civile, Hitler si arruolò nelle guardie di frontiera del servizio doganale del Ministero delle finanze nel 1855, all'età di 18 anni.
Alois Hitler ebbe una carriera costante nella professione semi-militare di guardia doganale. Il lavoro prevedeva frequenti riassegnamenti e Hitler prestò servizio in numerose località dell'Austria. Nel 1860, dopo cinque anni di servizio, raggiunse il grado di Finanzwach Oberaufseher (un ufficiale inferiore) con sede nella città di Wels. Nel 1864, dopo uno specifico addestramento ed esami, ebbe un avanzamento di grado e si trasferì a Linz. Nel 1875 era ispettore doganale a Braunau.
Mentre il suo ruolo professionale prevedeva una grande attenzione e una ferrea applicazione di un insieme di regole, la sua vita privata sembrava ignorare le norme della società. Alla fine degli anni 1860, ebbe un figlio illegittimo con una donna di nome Thelka (o forse Thekla), che non sposò, di cui s'ignora il cognome. Hitler aveva 36 anni quando si sposò per la prima volta nel 1873. Anna Glassl era una benestante cinquantenne, figlia di un ufficiale, che all'epoca del matrimonio era malato e invalido (o forse lo divenne poco più tardi).

### Cambio di nome in Alois Hitler
Fino all'estate del 1876 Alois aveva utilizzato il suo cognome materno, Schicklgruber, ma, a 39 anni e con una consolidata carriera, chiese l'autorizzazione a cambiarlo in quello del suo patrigno. Si presentò alla parrocchia di Döllersheim sostenendo che suo padre biologico fosse proprio il patrigno Johann Georg Hiedler e che ora aveva deciso di riconoscerlo ufficialmente (si noti che Johann Georg Hiedler era morto quasi venti anni prima). Si fece accompagnare da tre parenti come testimoni, uno dei quali era il genero di Johann Nepomuk Hiedler (lo zio adottivo di Alois). Il prete acconsentì alla modifica del certificato, le autorità civili assunsero automaticamente la decisione della Chiesa, e Alois ebbe un nuovo cognome. La modifica ufficiale, registrata presso l'ufficio governativo di Mistelbach il 6 gennaio 1877 trasformava "Aloys Schicklgruber" in "Alois Hitler". Non è noto il motivo per cui fu assunta la grafia Hitler invece di Hiedler.

### Padre biologico
Gli storici hanno preso in considerazione tre candidati:
- Johann Georg Hiedler (28 febbraio 1792 – 9 febbraio 1857), che fu il patrigno e più tardi dichiarato il padre biologico.
- Johann Nepomuk Hiedler (19 marzo 1807 – 17 settembre 1888), fratello di Georg, che allevò Hitler durante l'adolescenza e che dispose di lasciargli una parte considerevole del suo patrimonio.
- Leopold Frankenberger, indicato da Hans Frank come possibile padre di Alois Hitler nel periodo in cui Maria lavorò come domestica presso la loro famiglia a Graz.

#### Johann Georg Hiedler
Figlio di Martin Hiedler (17 novembre 1762 – 10 gennaio 1829) e Anna Maria Göschl (2 dicembre 1767 – 7 dicembre 1854), lavorò come mugnaio ambulante. Si sposò per la prima volta nel 1824, ma la moglie morì di parto cinque mesi dopo. Nel 1842, sposò Maria Anna Schicklgruber e divenne il patrigno del figlio di lei, Alois. Nel 1876, quasi vent'anni dopo la sua morte, Alois fu dichiarato legalmente figlio di Johann Georg. Numerosi storici ipotizzano che il vero padre fosse proprio Johann Georg Hiedler. Una spiegazione dell'allontanamento di Alois da bambino potrebbe essere lo stato di povertà in cui Georg e Maria versavano, oppure lo stato precario di salute della madre (che morì quando Alois aveva 10 anni). Non è chiaro perché Georg e Maria non avessero riconosciuto il bambino dopo il loro matrimonio, e Georg nemmeno lo avesse fatto prima di morire.

#### Johann Nepomuk Hiedler
Lo storico Werner Maser ipotizza che il vero padre potesse essere il fratello di Georg, Johann Nepomuk, un agricoltore sposato. Egli suppone che Nepomuk avesse avuto una relazione con Maria e avesse successivamente combinato il matrimonio del fratello celibe con l'intento di poter allevare il bambino senza dare adito a sospetti da parte della moglie. Ciò presuppone che Nepomuk avrebbe voluto sposare Maria, tuttavia il biografo di Adolf Hitler, Joachim Fest, ritiene questa ipotesi poco probabile.

#### Leopold Frankenberger
Poco dopo l'inizio dell'attività politica di Adolf Hitler negli anni venti, si diffusero voci che avesse ascendenza ebrea. I suoi oppositori scoprirono che il padre non si chiamava originariamente Hitler e nessuno pareva sapere con certezza chi fosse il nonno. Cosa realmente pensasse Adolf di queste illazioni non è noto. Heinrich Himmler ordinò una indagine da parte della Gestapo nel 1942, ma non portò ad alcuna conclusione. Hans Frank, in una confessione a un prete in attesa dell'esecuzione, sostiene che, dopo che fu incaricato da Adolf Hitler di investigare sulla questione, scoprì che la nonna di Hitler, Maria, aveva lavorato come domestica a Graz nella casa di un facoltoso ebreo di nome Leopold Frankenberger. Frank affermò che Maria rimase incinta e ritornò al villaggio natio per partorire. 
La testimonianza di Frank fu ampiamente considerata negli anni cinquanta, ma negli anni novanta fu però messa in dubbio da numerosi storici.
Ian Kershaw rigettò la questione come un "pettegolezzo" ad opera degli avversari di Hitler, notando che gli ebrei furono espulsi da Graz nel XV secolo e non fu loro permesso di rientrare fino agli anni sessanta dell'Ottocento. Inoltre non vi è evidenza storica del fatto che Maria Schicklgruber abbia mai vissuto a Graz. Nel 2019 Leonard Sax ha pubblicato uno studio sulla questione del nonno paterno di Hitler, in cui si portano alla luce fonti austriache che dimostrano che una comunità ebraica era in effetti presente a Graz prima del 1856, e che la fonte a cui attinsero Kershaw, Hamann e altri fosse la medesima, ovvero lo storico austriaco Nikolaus von Preradovich, fervente ammiratore di Adolf Hitler.
Si è anche sostenuto che un nipote di Alois Hitler, William Patrick Hitler, dopo aver lasciato la Germania negli anni trenta, minacciò di ricattare lo zio Adolf riferendo alla stampa che il padre di Alois era Leopold Frankenberger.
Dalla fine degli anni '90 un lungo studio è stato portato avanti dallo storico Marc Vermeeren e pubblicato in collaborazione con Jean-Paul Mulders, il duo ha analizzato il DNA di 39 parenti viventi di Adolf Hitler che hanno rivelato l'aplogruppo E1b1b come dominante. Tale aplogruppo appartiene al 18-20% degli ebrei Ashkenaziti, all'8-30% degli ebrei Sefarditi, ed è comune fra i Berberi del nordafrica. Ne consegue che anche Adolf Hitler potrebbe aver avuto antenati ebrei.

### I primi due matrimoni
Nel 1876, tre anni dopo il matrimonio con Anna, Alois aveva assunto Klara Pölzl come domestica. Ella era la nipote sedicenne dello zio Nepomuk Hiedler.
Non molto tempo dopo il matrimonio con Anna, Alois Hitler cominciò una relazione con la diciannovenne Franziska "Franni" Matzelberger, una delle giovani cameriere che lavoravano alla locanda di Braunau, dove aveva affittato il piano superiore come appartamento. Smith sostiene che Alois ebbe numerose relazioni extra-coniugali negli anni settanta dell'Ottocento, che sfociarono in un'azione legale promossa dalla moglie Anna; il 7 novembre 1880 Alois e Anna, dopo sette anni di matrimonio, si separarono consensualmente. Franni Matzelberger divenne allora la fidanzata del quarantatreenne Hitler, tuttavia non poterono sposarsi poiché, per il diritto canonico della Chiesa Cattolica, il divorzio non era permesso. Matzelberger ottenne che la giovane cameriera Klara Pölzl fosse allontanata.
Nel gennaio 1882, Matzelberger diede alla luce il figlio illegittimo di Hitler, anch'egli chiamato Alois, ma, a causa del fatto che non erano legalmente sposati, il cognome del bambino era Matzelberger. Hitler prese Franziska in moglie quando divenne vedovo della prima moglie Anna, più di un anno dopo la nascita del bambino. A questo punto riconobbe il figlio, che assunse il nome di Alois Hitler.

### Terzo matrimonio e ultima fase della carriera
Alois Hitler non aveva forti ambizioni di carriera. Alan Bullock lo descrisse come un uomo "duro, sgradevole e collerico". Per motivi ignoti, Matzelberger si recò a Vienna per dare alla luce la figlia Angela Hitler. Matzelberger, allora ventitreenne, si ammalò ai polmoni e fu trasferita a Ranshofen, un piccolo villaggio vicino a Braunau. Rimasto solo nella cura della moglie e dei figli, Hitler richiamò Klara Pölzl. Matzelberger morì a Ranshofen il 10 agosto 1884 all'età di 23 anni.
La Pölzl rimase presto incinta. Smith scrive che, se gli fosse stato possibile, Alois l'avrebbe sposata immediatamente ma, a causa del cambio di cognome (e conseguente riconoscimento di paternità), egli era legalmente il cugino della madre di Klara Pölzl. Fece un appello alla Chiesa per un esonero per motivi umanitari, non menzionando il fatto che Klara fosse già incinta. Quando il permesso fu accordato, il 7 gennaio 1885 si sposarono con una rapida cerimonia, dopo la quale Hitler andò al lavoro.
Il 17 maggio 1885, cinque mesi dopo il matrimonio, nacque il figlio Gustav. Un anno dopo, il 25 settembre 1886, venne alla luce Ida. Un altro bambino, Otto, nacque nel 1887, ma morì poco dopo la nascita. Nello stesso anno sia Gustav che Ida morirono di difterite.
Il 20 aprile 1889 nacque un altro bambino, Adolf. Fu un bambino cagionevole di salute e Klara se ne preoccupò sempre molto. Hitler ebbe parte marginale nella cura del figlio, demandandolo completamente a Klara. Quando non si trovava al lavoro preferiva stare fuori di casa, alla taverna o impegnato nel suo hobby: l'apicultura. Nel 1892, Hitler fu trasferito da Braunau a Passau. Aveva 55 anni, Klara 32, Alois Jr. 10, Angela 9 e Adolf 3. Nel 1894, Alois Hitler fu trasferito a Linz. A causa della recente nascita di Edmund, decise di lasciare temporaneamente moglie e figli a Passau.

### Ultimi anni
Nel febbraio 1895, Hitler acquistò una casa con 36 000 m² di terreno ad Hafeld, nei pressi di Lambach, a circa 50 chilometri da Linz. Traslocò la famiglia nella fattoria e lasciò il lavoro il 25 giugno 1895, all'età di 58 anni dopo 40 anni di servizio. Fu presto evidente che la fattoria era troppo estesa perché potesse condurla da solo: i terreni rimasero incolti e il valore della proprietà cominciò a scendere. Nel frattempo la famiglia era ulteriormente cresciuta: il 21 gennaio 1896 nacque infatti Paula.
Senza più un luogo di lavoro dove rifugiarsi e con cinque bambini in casa, Alois era sempre più infastidito. Smith sostiene che sgridasse i bambini in continuazione e che passasse sempre più tempo nella taverna locale, bevendo. Sembra che egli si comportasse come un tiranno in casa propria; Robert G. L. Waite notò che «persino uno dei suoi intimi amici ammise che Alois era terribilmente ruvido con la moglie Klara e raramente le rivolgeva la parola». Generalmente si limitava ad urlare ed a sgridare i figli, ma alcune fonti sostengono che picchiasse il giovane Adolf. Dopo una violenta lite con il figlio maggiore Alois, quest'ultimo fuggì di casa, suscitando l'ira del genitore. Edmund (il più giovane dei maschi) morì di rosolia il 2 febbraio 1900.

### Morte

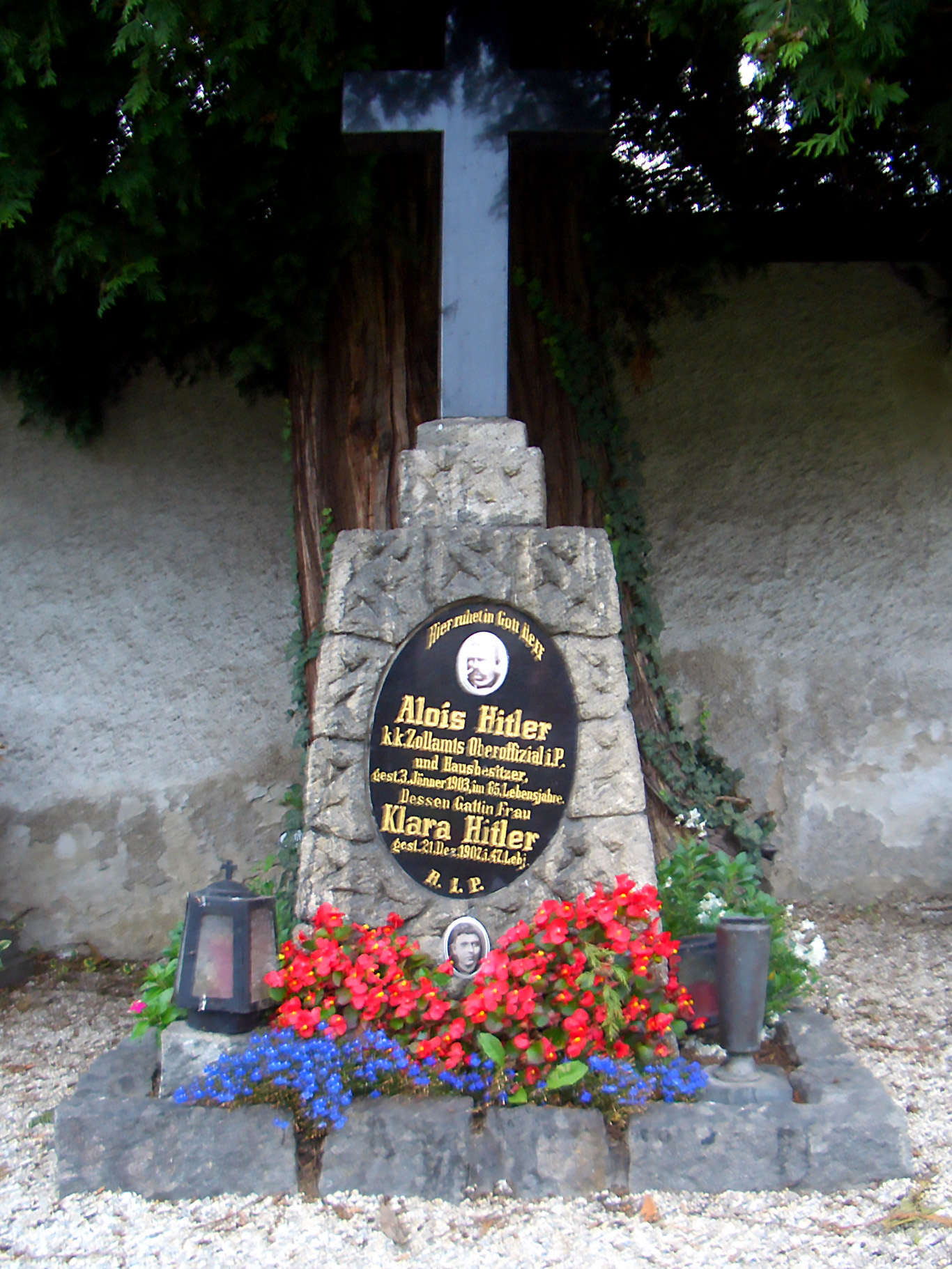
Tomba di Klara Pölzl e Alois Hitler nel cimitero di Leonding vicino a Linz, la tomba è stata demolita nel 2012.

Il mattino del 3 gennaio 1903, Hitler si recò come sempre alla Gasthaus Stiefler per bere il solito bicchiere di vino ma, mentre leggeva il giornale, ebbe un collasso: venne trasportato in una stanza adiacente e fu chiamato un medico. Alois morì poco dopo, probabilmente di versamento pleurico, all'età di 65 anni; venne sepolto nel cimitero di Leonding.